# 姉と弟がまぁまぁ仲良く暮らす日常。
『姉と弟がまぁまぁ仲良く暮らす日常。』（あねとおとうとがまぁまぁなかよくくらすにちじょう。）は、神仙寺瑛による日本の漫画作品。『まんがライフWIN』（竹書房）にて連載中。

## あらすじ
仕事はバリバリこなすのに生活能力皆無の姉と、それに振り回される弟が、様々な道の駅に訪れグルメを堪能していく。個性的な姉弟のストーリーがユーモアを交えて描かれている。。

## 登場キャラクター
吉本シンシアねね
吉本家の姉。職業はマーケターでお酒と美味しいものが大好き。
吉本ルーク政宗
吉本家の弟。大学生で、生活能力が高い。

## 書誌情報
- 神仙寺瑛 『姉と弟がまぁまぁ仲良く暮らす日常。』 竹書房〈バンブーコミックス〉、既刊2巻（2025年3月7日現在）
  1. 2024年4月17日発売[5]、ISBN 978-4-8019-8293-2
  2. 2025年2月17日発売[6]、ISBN 978-4-8019-8570-4